# Maurice Wright
Maurice Wright jr. (Oklahoma City, 25 aprile 1998) è un giocatore di football americano statunitense, che gioca come inside linebacker per i Rostock Griffins..
Nel 2022 è stato nella Draft Pool della USFL ma non è stato selezionato.

## Palmarès
- 1 Vaahteramalja (2021)